# Приказки за лека нощ
„Приказки за лека нощ“ (на английски: Bedtime Stories) е американско фентъзи от 2008 г.  на режисьора Адам Шанкман, по сценарий на Мат Лопез и Тим Херлихи, с участието на Адам Сандлър, Кери Ръсел, Джонатан Морган Хелт, Лора Ан Кеслинг, Гай Пиърс, Айша Тайлър, Ръсел Бранд, Ричард Грифитс, Тереза Палмър, Луси Лоулес, Джонатан Прайс и Кортни Кокс. Продуцентската компания на Сандлър, „Хепи Медисън“ и компанията на Андрю Гън, „Гън Филмс“ копродуцираха филма със „Уолт Дисни Пикчърс“.
Премиерата на филма е на 25 декември 2008 г. Това е единствения филм на „Хепи Медисън“, който е разпространен от „Дисни“.